# Leptolalax nokrekensis
Leptolalax nokrekensis es una especie de anfibio anuro de la familia Megophryidae.

## Distribución geográfica
Esta especie es endémica del Parque Nacional Nokrek en el estado de Meghalaya, India.

## Etimología
El nombre de su especie, que compuesto de nokrek y el sufijo latín -ensis, significa "que vive, que habita", y le fue dado en referencia al lugar de su descubrimiento, el Parque Nacional Nokrek.

## Publicación original
- Mathew & Sen, 2010 "2009" : Description of a new species of Leptobrachium Tschudi, 1838, (Amphibia: Anura: Megophryidae) from Meghalaya, India. Records of the Zoological Survey of India, vol. 109, n.º 3, p. 91-108.[2]